# Zanthoxylum petenense
Zanthoxylum petenense är en vinruteväxtart som beskrevs av C.L. Lundell. Zanthoxylum petenense ingår i släktet Zanthoxylum och familjen vinruteväxter. Inga underarter finns listade i Catalogue of Life.